# Nicolás Castillo
Nicolás Ignacio Castillo Mora (Santiago del Cile, 14 febbraio 1993) è un calciatore cileno, attaccante dell'Universidad Católica.

## Caratteristiche tecniche
Prima punta forte fisicamente, resistente, abile con entrambi i piedi e dotato di un'eccellente tecnica individuale. Ha grande forza nel gioco aereo dovuta sia allo stacco con cui salta di testa sia alla potenza che imprime sul pallone, risultando molte volte immarcabile sui palloni alti per i difensori avversari.
In patria è stato accostato più volte, per le sue doti tecniche, a Zlatan Ibrahimović e a Santillana.

## Carriera

### Club

#### Le giovanili e l'esordio con la Católica
Compie i primi passi da giocatore nel 2000 quando viene acquistato dall'Universidad Católica dove, in undici anni, milita in tutte le divisioni giovanili prima di approdare in prima squadra. Nel 2007 entra a far parte dell'Under-14 differenziandosi immediatamente dagli altri, la sua potenza tecnica e capacità di segnare lo hanno subito messo in mostra e si è sempre differenziato in tutte le categorie in cui ha giocato. Nel 2010 entra a far parte dell'Under-17, dove nello stesso anno vince il campionato indossando la fascia di capitano; partecipa, inoltre, con la medesima formazione alla Copa Chile Sub-17, al termine della quale guadagna la vittoria del titolo, aggiudicandosi anche il titolo di capocannoniere del torneo. Nel dicembre dello stesso anno si aggiudica il premio come miglior calciatore della formazione primavera del club di Santiago del Cile. Debutta con la maglia dei Los Cruzados il 10 aprile 2011, in occasione del match di campionato contro il Cobreloa, entrando a partita in corso sostituendo il suo compagno di squadra, Felipe Gutiérrez. Firma la sua prima doppietta da professionista in carriera durante la partita di Copa Chile giocata il 25 giugno 2011 a Santiago del Cile, tra l'altro sua città natìa, contro il Colo-Colo. Rimedia la sua prima ammonizione il 22 dicembre in occasione del derby di campionato contro l'Universidad de Chile. Il 9 luglio 2012, durante la partita giocata con il Palestino ottiene la sua prima espulsione in carriera, ottenuta a causa di una doppia ammonizione rimediata durante il secondo tempo.

### Club Bruges
Nel gennaio 2014 viene acquistato dalla squadra belga del Club Brugge. Castillo segna nel suo debutto, ma nonostante ciò nel primo semestre non riesce ad affermarsi come titolare a causa dello scarso rendimento e segna infatti solo due reti. A causa dell'infortunio di uno degli attaccanti titolari Castillo inizia da titolare la Jupiler Pro League 2014-2015, segnando nella prima partita. Si guadagna la titolarità con 5 reti in 6 partite, fra campionato e preliminari di Europa League. In totale nell'arco di due mezze stagioni gioca 29 partite con la squadra belga.

### Mainz
Il 28 gennaio 2015 passa in prestito per un anno e mezzo al Mainz, debuttando nella diciannovesima giornata di Bundesliga contro l'Hannover.
Rimane però ai margini della rosa: il 7 aprile si infortuna gravemente durante un allenamento, riportando la rottura parziale del legamento collaterale laterale del ginocchio destro e concludendo così anzitempo la sua stagione.

### Frosinone
Il 31 agosto 2015 viene ufficializzato il suo trasferimento in prestito con diritto di riscatto al Frosinone.

### Universidad Catolica
A gennaio del 2016, dopo qualche sporadica presenza nel Frosinone senza convincere, fa ritorno in Cile, dove sarà protagonista nella conquista del campionato, che tuttavia lascerà per legarsi alla squadra messicana dei Pumas.

### Benfica
Il 1⁰ luglio 2018, il giocatore cileno firmerà per il Benfica, con un contratto quinquennale.

### Club America
Il 31 gennaio 2019, Castillo è tornato in Messico, firmando per il Club America, con una quota di trasferimento di 7 milioni di euro più 2 di bonus. Nove giorni dopo, ha esordito in campionato da subentrato nel secondo tempo nella sconfitta per 3-0 contro il León nell'Estadio Azteca. Durante questa esperienza, però, non riuscirà a brillare più di tanto, a causa di una trombosi che stava per ucciderlo.

### Juventude
Il 26 agosto 2021, Castillo è passato alla Juventude, squadra brasiliana militante nel Campeonato Brasileiro Série A, in prestito dal Club America fino alla fine della stagione.

### Necaxa
Il 1⁰ gennaio 2022, si accaserà al Necaxa. Appena 2 mesi dopo, però, il contratto del giocatore cileno sarà rescisso a causa delle sue condizioni di salute altamente a rischio.

### Nazionale
Nel 2013 debutta con l'Under-20 in occasione della partita del Sudamericano Sub-20 2013 contro i pari età del Argentina; durante il match sancisce il gol che assegna la vittoria alla formazione cilena.
Alla fine del torneo totalizzerà 5 reti, con la sua nazionale (Nazionale Under-20 di calcio del Cile) si classifica quarto nell'Hexagonal finale. Debutta, inoltre, nella nazionale maggiore il 22 marzo 2013 in occasione della partita valida per le Qualificazioni al mondiale 2014 contro il Perù, entrando al 69'. Viene anche convocato nella partita contro l'Uruguay. Partecipa ai Mondiali Under-20 nel mese di giugno dello stesso anno: nella prima partita della fase a gironi, vinta per 2-1 contro i pari età dell'Egitto, gioca da titolare e al 25' segna il gol del momentaneo 1-1, poi realizza un gol su rigore contro l'Inghilterra e va a segno anche contro la Croazia negli ottavi di finale. Gioca da titolare nei quarti anche contro il Ghana annotando uno straordinario goal al 23'. Chiude la competizione con quattro reti.
Viene convocato per la Copa América Centenario negli Stati Uniti , vincendo ai rigori (realizzandone uno) la finale contro l'Argentina.

## Statistiche

### Presenze e reti nei club
Statistiche aggiornate al 25 luglio 2016.
| Stagione                    | Squadra                     | Campionato                  | Campionato | Campionato | Coppe nazionali | Coppe nazionali | Coppe nazionali | Coppe continentali | Coppe continentali | Coppe continentali | Totale | Totale |
| Stagione                    | Squadra                     | Comp                        | Pres       | Reti       | Comp            | Pres            | Reti            | Comp               | Pres               | Reti               | Pres   | Reti   |
| --------------------------- | --------------------------- | --------------------------- | ---------- | ---------- | --------------- | --------------- | --------------- | ------------------ | ------------------ | ------------------ | ------ | ------ |
| 2011                        | Universidad Católica        | PD                          | 3          | 0          | COC             | 5               | 2               | CL                 | 0                  | 0                  | 8      | 2      |
| 2012                        | Universidad Católica        | PD                          | 21         | 8          | COC             | 1               | 1               | CL+CS              | 2                  | 0                  | 24     | 9      |
| 2013 Apertura               | Universidad Católica        | PD                          | 11         | 3          | COC             | 2               | 1               | -                  | -                  | -                  | 13     | 4      |
| 2013 Clausura               | Universidad Católica        | PD                          | 17         | 6          | COC             | 4               | 2               | CS                 | 6                  | 3                  | 27     | 11     |
| Totale Universidad Católica | Totale Universidad Católica | Totale Universidad Católica | 52         | 17         |                 | 12              | 6               |                    | 8                  | 3                  | 72     | 26     |
| gen. 2014-2014              | Club Brugge                 | A                           | 12         | 2          | CB              | -               | -               | -                  | -                  | -                  | 12     | 2      |
| 2014-gen. 2015              | Club Brugge                 | A                           | 18         | 8          | CB              | 3               | 1               | UEL                | 6                  | 2                  | 27     | 11     |
| gen.2015-2015               | Mainz                       | A                           | 1          | 0          | -               | -               | -               | -                  | -                  | -                  | 1      | 0      |
| 2015-set. 2015              | Club Brugge                 | A                           | 0          | 0          | -               | -               | -               | -                  | -                  | -                  | 0      | 0      |
| Totale Club Brugge          | Totale Club Brugge          | Totale Club Brugge          | 30         | 10         |                 | 3               | 1               |                    | 6                  | 2                  | 39     | 13     |
| 2015-gen. 2016              | Frosinone                   | A                           | 6          | 0          | -               | -               | -               | -                  | -                  | -                  | 6      | 0      |
| gen.-giu. 2016              | Universidad Católica        | PD                          | 11         | 11         | CC              | 0               | 0               | CS                 | 0                  | 0                  | 11     | 11     |
| Totale carriera             | Totale carriera             | Totale carriera             | 100        | 38         |                 | 15              | 7               |                    | 14                 | 5                  | 129    | 50     |

#### Cronologia delle presenze e reti in nazionale
| Cronologia completa delle presenze e delle reti in nazionale ― Cile | Cronologia completa delle presenze e delle reti in nazionale ― Cile | Cronologia completa delle presenze e delle reti in nazionale ― Cile | Cronologia completa delle presenze e delle reti in nazionale ― Cile | Cronologia completa delle presenze e delle reti in nazionale ― Cile | Cronologia completa delle presenze e delle reti in nazionale ― Cile | Cronologia completa delle presenze e delle reti in nazionale ― Cile | Cronologia completa delle presenze e delle reti in nazionale ― Cile |
| Data                                                                | Città                                                               | In casa                                                             | Risultato                                                           | Ospiti                                                              | Competizione                                                        | Reti                                                                | Note                                                                |
| ------------------------------------------------------------------- | ------------------------------------------------------------------- | ------------------------------------------------------------------- | ------------------------------------------------------------------- | ------------------------------------------------------------------- | ------------------------------------------------------------------- | ------------------------------------------------------------------- | ------------------------------------------------------------------- |
| 23-3-2013                                                           | Lima                                                                | Perù                                                                | 1 – 0                                                               | Cile                                                                | Qual. Mondiali 2014                                                 | -                                                                   | 69’                                                                 |
| 30-3-2016                                                           | Barinas                                                             | Venezuela                                                           | 1 – 4                                                               | Cile                                                                | Qual. Mondiali 2014                                                 | -                                                                   | 80’                                                                 |
| 28-5-2016                                                           | Viña del Mar                                                        | Cile                                                                | 1 – 2                                                               | Giamaica                                                            | Amichevole                                                          | 1                                                                   | 70’                                                                 |
| 2-6-2016                                                            | San Diego                                                           | Messico                                                             | 1 – 0                                                               | Cile                                                                | Amichevole                                                          | -                                                                   | 50’                                                                 |
| 27-6-2016                                                           | East Rutherford                                                     | Argentina                                                           | 0 – 0 dts (2 – 4 dtr)                                               | Cile                                                                | Coppa America Centenario - Finale                                   | -                                                                   | 109’                                                                |
| 6-10-2016                                                           | Quito                                                               | Ecuador                                                             | 3 – 0                                                               | Cile                                                                | Qual. Mondiali 2018                                                 | -                                                                   | 50’                                                                 |
| 12-10-2016                                                          | Ñuñoa                                                               | Cile                                                                | 2 – 1                                                               | Perù                                                                | Qual. Mondiali 2018                                                 | -                                                                   | 30’ 69’                                                             |
| 16-11-2016                                                          | Santiago del Cile                                                   | Cile                                                                | 3 – 1                                                               | Uruguay                                                             | Qual. Mondiali 2018                                                 | -                                                                   | 84’                                                                 |
| 23-3-2017                                                           | Buenos Aires                                                        | Argentina                                                           | 1 – 0                                                               | Cile                                                                | Qual. Mondiali 2018                                                 | -                                                                   | 55’                                                                 |
| 31-8-2017                                                           | Santiago del Cile                                                   | Cile                                                                | 0 – 3                                                               | Paraguay                                                            | Qual. Mondiali 2018                                                 | -                                                                   | 57’                                                                 |
| 24-3-2018                                                           | Stoccolma                                                           | Svezia                                                              | 1 – 2                                                               | Cile                                                                | Amichevole                                                          | -                                                                   | 61’                                                                 |
| 27-3-2018                                                           | Aalborg                                                             | Danimarca                                                           | 0 – 0                                                               | Cile                                                                | Amichevole                                                          | -                                                                   |                                                                     |
| 31-5-2018                                                           | Graz                                                                | Romania                                                             | 3 – 2                                                               | Cile                                                                | Amichevole                                                          | -                                                                   | 30’                                                                 |
| 8-6-2018                                                            | Poznań                                                              | Polonia                                                             | 2 – 2                                                               | Cile                                                                | Amichevole                                                          | -                                                                   | 87’                                                                 |
| 13-10-2018                                                          | Miami                                                               | Perù                                                                | 3 – 0                                                               | Cile                                                                | Amichevole                                                          | -                                                                   | 61’                                                                 |
| 17-10-2018                                                          | Santiago de Querétaro                                               | Messico                                                             | 0 – 1                                                               | Cile                                                                | Amichevole                                                          | 1                                                                   | 78’                                                                 |
| 16-11-2018                                                          | Rancagua                                                            | Cile                                                                | 2 – 3                                                               | Costa Rica                                                          | Amichevole                                                          | -                                                                   | 65’                                                                 |
| 21-11-2018                                                          | Temuco                                                              | Cile                                                                | 4 – 1                                                               | Honduras                                                            | Amichevole                                                          | 1                                                                   | 85’                                                                 |
| 23-3-2019                                                           | San Diego                                                           | Messico                                                             | 3 – 1                                                               | Cile                                                                | Amichevole                                                          | 1                                                                   |                                                                     |
| 27-3-2019                                                           | Houston                                                             | Stati Uniti                                                         | 1 – 1                                                               | Cile                                                                | Amichevole                                                          | -                                                                   | 86’                                                                 |
| 6-6-2019                                                            | La Serena                                                           | Cile                                                                | 2 – 1                                                               | Haiti                                                               | Amichevole                                                          | -                                                                   | 46’                                                                 |
| 24-6-2019                                                           | Rio de Janeiro                                                      | Cile                                                                | 0 – 1                                                               | Uruguay                                                             | Coppa America 2019 - 1º turno                                       | -                                                                   | 90’                                                                 |
| 3-7-2019                                                            | Porto Alegre                                                        | Cile                                                                | 0 – 3                                                               | Perù                                                                | Coppa America 2019 - Semifinale                                     | -                                                                   | 89’                                                                 |
| Totale                                                              |                                                                     | Presenze                                                            | 23                                                                  |                                                                     | Reti                                                                | 4                                                                   |                                                                     |

| Cronologia completa delle presenze e delle reti in nazionale ― Cile under 20 | Cronologia completa delle presenze e delle reti in nazionale ― Cile under 20 | Cronologia completa delle presenze e delle reti in nazionale ― Cile under 20 | Cronologia completa delle presenze e delle reti in nazionale ― Cile under 20 | Cronologia completa delle presenze e delle reti in nazionale ― Cile under 20 | Cronologia completa delle presenze e delle reti in nazionale ― Cile under 20 | Cronologia completa delle presenze e delle reti in nazionale ― Cile under 20 | Cronologia completa delle presenze e delle reti in nazionale ― Cile under 20 |
| Data                                                                         | Città                                                                        | In casa                                                                      | Risultato                                                                    | Ospiti                                                                       | Competizione                                                                 | Reti                                                                         | Note                                                                         |
| ---------------------------------------------------------------------------- | ---------------------------------------------------------------------------- | ---------------------------------------------------------------------------- | ---------------------------------------------------------------------------- | ---------------------------------------------------------------------------- | ---------------------------------------------------------------------------- | ---------------------------------------------------------------------------- | ---------------------------------------------------------------------------- |
| 9-1-2013                                                                     | Mendoza                                                                      | Argentina under 20                                                           | 0 – 1                                                                        | Cile under 20                                                                | Sudamericano U-20 2013 - 1ºturno                                             | 1                                                                            |                                                                              |
| 11-1-2013                                                                    | Mendoza                                                                      | Cile under 20                                                                | 2 – 0                                                                        | Bolivia under 20                                                             | Sudamericano U-20 2013 - 1ºturno                                             | 1                                                                            |                                                                              |
| 13-1-2013                                                                    | Mendoza                                                                      | Cile under 20                                                                | 2 – 1                                                                        | Colombia under 20                                                            | Sudamericano U-20 2013 - 1ºturno                                             | -                                                                            |                                                                              |
| 20-1-2013                                                                    | Mendoza                                                                      | Cile under 20                                                                | 1 – 3                                                                        | Paraguay under 20                                                            | Sudamericano U-20 2013 - Girone Finale                                       | 1                                                                            |                                                                              |
| 23-1-2013                                                                    | Mendoza                                                                      | Cile under 20                                                                | 4 – 1                                                                        | Ecuador under 20                                                             | Sudamericano U-20 2013 - Girone Finale                                       | 1                                                                            |                                                                              |
| Totale                                                                       |                                                                              | Presenze                                                                     | 5                                                                            |                                                                              | Reti                                                                         | 4                                                                            |                                                                              |

## Palmarès

### Club
- Campionato cileno di calcio Under-17: 1

Universidad Católica: 2010-2011
- Coppa del Cile Under-17: 1

Universidad Católica: 2011

### Nazionale
- Coppa America: 1

USA 2016

### Individuale
- Miglior giocatore della Coppa del Cile Under-17: 1

2011
- Campionato sudamericano di calcio Under-20 Top 11: 1

Argentina 2013